# Camtasia
Camtasia (dawniej Camtasia Studio) – program do tworzenia i edytowania samouczków wideo. Oprogramowanie oferuje możliwość nagrywania ekranu (w postaci narzędzia Camtasia Recorder) oraz edycji materiałów wideo. Zostało opracowane przez amerykańską firmę TechSmith.
Oprogramowanie składa się z dwóch głównych komponentów:
- narzędzie Camtasia Recorder – umożliwia przechwytywanie treści z ekranu do późniejszej edycji,
- edytor Camtasia – umożliwia edycję materiału wideo, nakładanie nań efektów lub wprowadzanie komentarzy oraz eksport do właściwego formatu.